# Клоштар-Иванич
Клоштар-Иванич (хорв. Kloštar Ivanić) — община в Хорватии, входит в Загребскую жупанию. Община включает 11 населённых пунктов. По данным 2001 года, в ней проживало 6038 человек. Общая площадь общины составляет 79 км².
Первое упоминание Клоштар-Иванича относится к концу XI века.